# Próculo de Bolonia
Próculo de Bolonia (f. c. 304) es un santo italiano. Se dice que fue un oficial romano que fue martirizado en Bolonia bajo Diocleciano.

## Narrativa tradicional
Próculo es recordado por Victricio de Ruan y Paulino de Nola, quien lo asocia con los mártires Vital y Agrícola.
Próculo es el patrón militar de Bolonia. En la época de Diocleciano, un tal Marino fue enviado a Bolonia para hacer cumplir el edicto del emperador. Indignado por la crueldad de Marino, Próculo fue a la casa de Marino y lo mató con un hacha. Los boloñeses han venerado a Próculo desde tiempos muy antiguos. Sus restos se conservan en la iglesia de San Procolo de Bolonia.
El culto al santo en la ciudad de Bolonia tiene orígenes muy antiguos. La tradición ha creado dos vidas legendarias en torno a un mártir Próculo en Bolonia, que difieren en algunos detalles importantes: en la primera, Próculo habría sido soldado e incansable difusor del cristianismo entre arrianos y paganos en la ciudad de Bolonia; entró en conflicto con el prefecto Marino, decidió matarlo y fue condenado a muerte por decapitación; con la cabeza cortada entre las manos, se dirigió al lugar donde más tarde se erigió una iglesia en su honor. Según otra Passio, Próculo habría llegado a Roma desde Siria; refugiándose en Terni, se convirtió en su obispo y, perseguido por Totila, llegó a Bolonia donde sufrió el martirio por decapitación. Ambas hagiografías tomaron forma después del siglo XI y atestiguan la voluntad de los benedictinos boloñeses del monasterio de San Procolo de proponer al culto, por un lado, un paladín de la libertad municipal y por otro un obispo mártir para oponerse al nueva patrono boloñés, el obispo Petronio. En particular, la primera leyenda rastrea un hecho histórico documentado que recuerda el levantamiento popular de la ciudad contra el vicario imperial de Barbarroja en 1164 que terminó con su asesinato.
En 1389, en el reconocimiento del arca donde reposaban los restos del santo, se encontraron dos cadáveres, dando así cuerpo a las dos leyendas distintas, la del soldado Próculo y la del obispo Próculo.

## Estatua
Michelangelo Buonarroti elaboro a San Próculo con la túnica corta de los soldados, las sandalias altas y la capa sobre los hombros. En su mano derecha está el hueco de una lanza de metal que debería sostener el santo romano. Hoy esta arma no se ha conservado.
El Sán Próculo de Miguel Ángel es una de las primeras obras en las que el artista florentino desarrolla su original estilo. Así, con su expresión fiera y su contraposto parece que anuncia el estilo heroico y terrible de las obras maestras del futuro.